# Contea di Croydon
La contea di Croydon è una Local Government Area che si trova nel Queensland. Essa si estende su una superficie di 29.577,8 chilometri quadrati e ha una popolazione di 312 abitanti. La sede del consiglio si trova a Croydon.